# لوموفکا (باشقیرستان)
لوموفکا (انگلیسی: Lomovka, Republic of Bashkortostan) یک شهرک در شهرستان بلورتسکی باشقیرستان کشور روسیه است.